# La Vanguardia
 (février 2023).
Si vous disposez d'ouvrages ou d'articles de référence ou si vous connaissez des sites web de qualité traitant du thème abordé ici, merci de compléter l'article en donnant les références utiles à sa vérifiabilité et en les liant à la section « Notes et références ».
Ne doit pas être confondu avec Vanguardia (journal colombien).

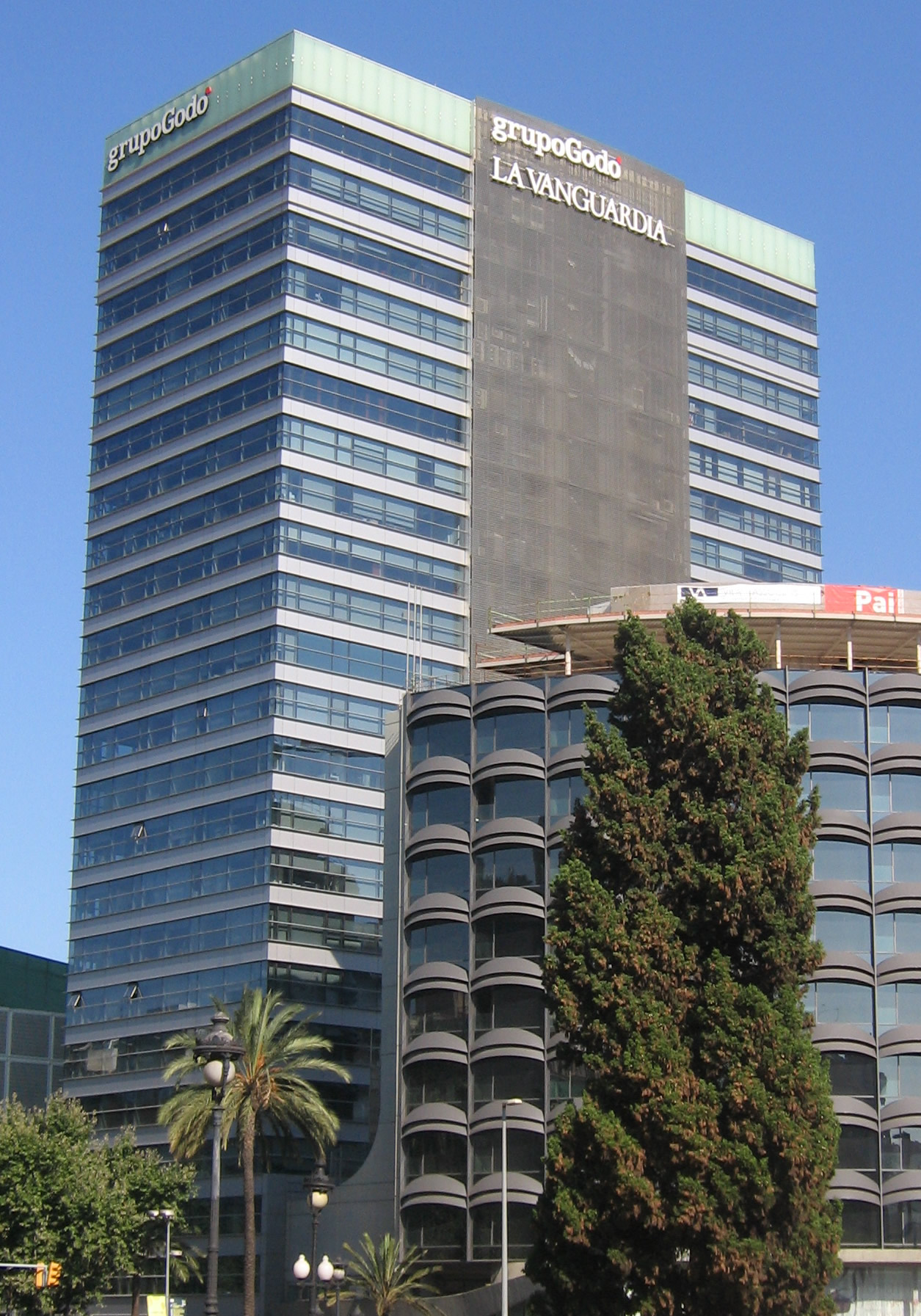
Siège de La Vanguardia

La Vanguardia (qui signifie en castillan L'avant-garde) est un journal matinal d'information généraliste édité à Barcelone à destination de toute l'Espagne. Il est publié depuis 2011 en deux éditions parallèles : espagnol et catalan. Son premier exemplaire est sorti le 1er février 1881, ce qui en fait l'un des plus vieux périodiques d'Espagne.

## Présentation
La Vanguardia a été fondée en 1881 à Barcelone par la famille Godó. Il est imprimé au format berlinois. María Luz Morales est la première femme en Espagne à diriger le journal pendant la période de 1936 et 1937
Il appartient au Grupo Godó, en fin 2022 à Javier Godó, troisième comte de Godó, propriétaire de ce même groupe. Idéologiquement, il s’agit d’un journal aux idéaux bourgeois et élitistes depuis sa création. Et depuis la Transition Démographique de 1975, il se veut constitutionnaliste, monarchiste et anti-indépendantiste. Il a de toute manière été proche du pouvoir qu’il fût catalan comme espagnol et a conservé jusqu’à ces dernières années une influence sur son public tout en conservant une ligne neutre et modérée.
En 2005, le journal abandonne son siège historique de la rue Pelai, près de la place de Catalogne de Barcelone, pour se transférer à un bâtiment de l'avenue Diagonal, près de la place Francesc Macià, lequel a été nommé Torre Godó.
Parmi ses collaborateurs réguliers et renommés, on peut citer les écrivains Quim Monzó et Sergi Pàmies.

## Histoire

### Début du journal
La Vanguardia fut fondée le 1er Février 1881 par les frères Charles et Bartomeu Godó. Il fut en ses premiers temps un moyen d’expression pour une faction du Parti Libéral barcelonais alors à la conquête de la mairie. Il présente quelques semaines après une édition matinale et une édition d’après-midi.
Dans le cadre de l’Exposition Universelle de Barcelone en 1888, la rédaction et ses ateliers changèrent de lieu pour la rue du Marquès de Barberà, au 16 ; également, il commence à acquérir une grande dimension tout en se présentant comme un journal pluraliste et modéré.
Mais ce fut Modesto Sánchez Ortiz, andalous intégré à la vie culturelle barcelonaise, qui, lors de sa direction de 1888 à 1901, réussit à transformer ce journal en journal référent de la presse indépendante. Il va permettre lors de ladite direction à de jeunes artistes et intellectuels catalans de grande notoriété d’y avoir accès, pensons à Ramon Casas, Isidre Nonell, Santiago Rusiñol ou bien Raimon Casellas. Egalement, il publia en 1900 la première critique d’un certain Pablo Picasso, mais compta également sur les écrits de Clarín, Unamuno ainsi que les écrivains de la Génération de 98.
En 1903, nouveau déménagement dans la rue de Pelai, au 28e ; dans un édifice moderniste neuf.
Le directeur en exercice Miquel dels Sants Oliver, majorquin, va embaucher de prestigieux collaborateurs du Journal de Barcelone. Aussi, sous sa direction, la Vanguardia se tourna vers la correspondance à Paris et Berlin. Aussi, à la même époque, il atteignit les 80 000 tirages papiers en devenant par là même le premier journal catalan à grande diffusion.
Depuis 1906 et jusqu’en 1916 où il fut nommé directeur jusqu’à sa mort en 1920, Miquel dels Sants Oliver était un membre important du triumvirat directeur du journal avec Ezequiel Boixet et Alfred Opisso.

### Influence de Gaziel
Dels Sants Oliver mort, c’est Agusti Calvet i Pascual, alias Gaziel, qui reprit la flamme du directoire. De par sa direction du journal et la marque entrepreneuriale de Ramon Godó Lallana, nommé premier comte de la dynastie Godó en 1916 par le roi Alphonse XIII, la Vanguardia consolida son rang de premier journal espagnol et de grand journal européen.
En 1926, le journal commence la publication d’éditions de 48 pages, ce qui passe par la refonte du matériel d’impression. Aussi fut créée un cabinet télégraphique connecté aux grandes agences du monde.
En 1929, le journal instaure un grand réseau de correspondant à l’étranger. Et en 1931, le comte Godó décède et c’est son fils Carlos Godó Valls, 2e comte de Godó qui prend la relève.

### Guerre Civile et Franquisme
Lorsque la Guerre civile espagnole fut déclenchée en juillet 1936, la Généralité de Catalogne prit possession du journal et Gaziel partit en exil et ce fut la fin d’une grande période pour La Vanguardia. Toutefois, elle fut durant la guerre la principale voie d’expression du Gouvernement de ladite Généralité puis de celui de la République. Mais par celle-ci des intellectuels illustres en postérité y écrivent comme Antonio Machado Ruiz.
Durant la dictature franquiste, le comte de Godó va récupérer le contrôle financier de son journal bien que la ligne éditoriale ne pût être contrôlée à cause de la censure du régime. Le titre en fut modifié : « La Vanguardia Española » (L’Avant-Garde espagnole » en espagnol). Egalement, le régime nomma Luís de Galinsola comme directeur, qui n’était pas catalan. Toutefois, La Vanguardia réussit à maintenir son hégémonie médiatique en Catalogne. Quant à la Section internationale, il s’agissait du seul journal, de par le journal Santiago Nadal, qui soutint l’Espagne franquiste durant la Seconde Guerre mondiale[réf. nécessaire]. Le directoire de Galinsoga va durer jusqu’à son renvoi par Franco, à cause de l’Affaire Galinsoga (un boycott populaire de La Vanguardia dû à une insulte que le directeur leur avait faite : « Todos los catalanes son una mierda », à traduire par « Les catalans sont de la merde »).
Cette chute du directeur ouvrit une nouvelle période, plus encline à la pluralité et à la démocratie où s’illustrent des artistes et personnalités politiques, littéraire ou artistes comme Antoni Tàpies, Joan Fuster ou Ramon Trias Fargas.

### Transition Démocratique
Après la mort du Général Franco en 1975, la Vanguardia Española connaît plusieurs changements :
- Soutient au changement de régime, qui est démocratique, monarchiste et autonomiste 
- Récupération de son nom originel La Vanguardia, le 16 Août 1978
En 1981, on célèbre le centenaire par un essors technologique mis en œuvre par le dirigeant actuel du groupe Godó. La première de couverture de cette édition centenaire fut conçue par Antoni Tàpies et il y eut une impression de 350 000 exemplaires.
Petit à petit, la rédaction et les différentes sections de la Vanguardia se modernisent durant les années 1980. En 1983, au premier Juin, sous le directoire de Lluís Foix, le dernier exemplaire duquel la typographie est faite au plomb est publiée. Celle-ci est remplacée d’une part par le graphiste Milton Glaser de New-York mais aussi par une rotative offset couleur sous la direction de Juan Tapia.
Le début des années 2000 correspondit à une restructuration de la rédaction par José Antich qui augmenta le réseau de correspondant et les pages d’opinion.
Le 14 novembre 2024, le quotidien espagnol cesse d'utiliser X (anciennement Twitter), qu'il qualifie de "réseau de désinformation" et de "plateforme sur laquelle les théories conspirationnistes et la désinformation trouvent une caisse de résonance". Le facteur qui a fini par les décider à quitter le réseau social a été la couverture des élections présidentielles américaines. Cette annonce survient le lendemain d'une déclaration similaire du journal britannique The Guardian,.

## Diffusion
Le quotidien est le deuxième du pays en termes de diffusion, et le numéro un en Catalogne, juste devant El Periódico de Catalunya.
Selon les données de l'Oficina de Justificación de la Difusión du mois de janvier 2008, son tirage quotidien moyen est de 234 788 exemplaires et avec une diffusion moyenne de 200 291 exemplaires quotidiens, il s'agit du journal de Catalogne le plus vendu.